# 스테판 더 프레이
스테판 더 프레이(네덜란드어: Stefan de Vrij, 1992년 2월 5일 ~ )는 네덜란드의 축구 선수로 포지션은 센터백이며, 현재 이탈리아 세리에 A의 인테르나치오날레에서 활동하고 있다.

## 클럽 경력

### 페이예노르트

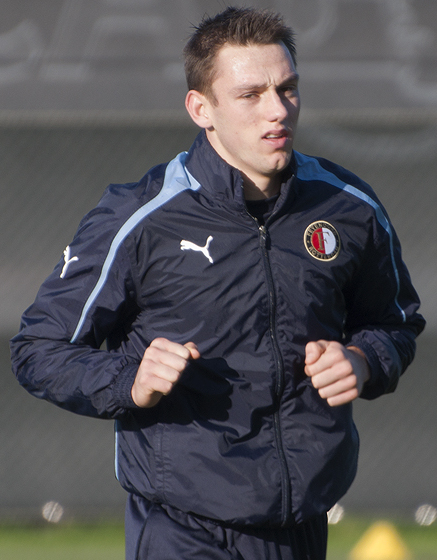
2012년 페이예노르트와 함께 훈련하는 데 프레이

데 프레이는 5시즌 동안 지역의 오우데르커크 안 덴 이샬에 위치한 VV 스피릿 클럽에서 경기를 했다. 10세 때, 그는 페이예노르트의 탤런트 데이에 참석했다. 다양한 훈련 세션과 ARC와의 친선 경기를 거친 뒤, 데 프레이는 공식적으로 페이예노르트의 유소년 부서에 합류하게 되었다. VV 스피릿에서는 데 프레이가 주로 중앙 미드필더로 뛰었지만, 페이예노르트에서는 그를 수비수로 전환시켰다. 이 젊은 선수는 빠르게 자신을 발전시켰다. 페이예노르트 U15에서 뛰었던 후, 데 프레이는 U16 팀을 건너뛰고 즉시 U17 팀에서 경기를 하게 되었다.
2009년 7월 17일, 데 프레이는 페이예노르트와 2012년 여름까지 첫 번째 프로 계약을 체결했다. 데 프레이는 2009년 9월 24일에 페이예노르트의 첫 번째 팀으로 공식 데뷔를 하게 되었는데, 이때 그는 KNVB 컵 원정 경기에서 [하르케마세 보이스]와의 경기에서 58분에 켈빈 리어담 대신 투입되었다. 2009년 12월 6일, 데 프레이는 홈에서 열린 FC 흐로닝언과의 경기(3-1)에서 89분에 데니 란트자트 대신 에레디비시 데뷔를 하게 되었다. 이렇게 18세에 첫 번째 프로 시즌에서 그는 리그에서 17번의 출전을 포함해 총 21번의 출전을 했다.
2012-13 시즌에는 데 프레이가 로른 브라르의 후임으로 팀의 주장 자리를 맡게 되었다. 그러나 그 이후의 시즌에서의 좋지 않은 성적을 거두자, 데 프레이는 주장 자격을 박탈당했고, 이후에는 스타 공격수 그라치아노 펠레, 그리고 부주장 요르디 클라지에에게 주장 팔찌가 넘어갔다. 전자는 질서 문제로 고민했던 펠레에게 팔찌가 넘어갔다.

### 라치오
2014년 7월 30일, 데 프레이는 기밀로 된 이적료로 세리에 A 리그의 라치오에 합류했다. 그는 "라치오는 나를 원한다는 것을 정말로 증명했고, 이적한 것에 매우 만족한다. 이탈리아에서 더 완전한 수비수가 되길 바란다."라고 말했다. 데 프레이는 네덜란드 국가대표팀 감독 루이 반 할과 함께 맨체스터 유나이티드로 이적할 것으로 예상되었다.
그는 8월 24일에 열린 코파 이탈리아 3라운드에서 데뷔하였으며, 7-0으로 이긴 홈 경기에서 3번째 골을 넣었다. 이 경기는 3부 리그인 바살노 비르투스와의 경기였다. 일주일 후, 그는 첫 번째 세리에 A 경기에서 출전했는데, 라치오는 A.C. 밀라노와의 원정 경기에서 3-1로 패했다. 9월 21일, 그는 지배적인 경기를 하고 있었던 라치오의 원정 경기에서 85분에 퇴장당했고, 2분 후에 모리시오 피닐라가 단독 득점을 통해 제노아에게 승리를 안겨주었다. 데 프레이는 2015년 5월 20일에 열린 2015 코파 이탈리아 결승에서 주벤투스와 맞붙었는데, 연장 후반 전반에서 케이타와 교체되었고 결국 2-1로 패했다.
데 프레이의 두 번째 시즌은 2015년 슈퍼코파 이탈리아에서 시작되었는데, 상하이에서 열린 경기에서 유벤투스에 2-0으로 패했다. 9월에는 국가대표팀 경기에서 무릎 부상을 입었지만, 그는 라치오 의료진의 반대에도 불구하고 네덜란드에서 한 경기를 더 뛰기 위해 적격 판정을 받았다. 그러나 충분한 회복을 이루지 못하고 다음 달에 수술을 받아야 했다. 11월에 그는 부상으로 인해 앞으로 6개월 동안 경기에 출전하지 못할 것으로 확정되었다.
그는 2016년 9월 11일에 열린 세리에 A 경기에서 체보와의 원정 경기에서 클럽에서의 첫 번째 골을 넣었다.
2018년 3월, 라치오의 스포팅 디렉터 이글리 타레는 데 프레이가 여름에 무료 이적으로 클럽을 떠날 것이라고 발표했다.

### 인터 밀란
수개월에 걸친 추측 끝에, 데 프레이는 2018년 5월 28일 인터 밀란으로 이적할 것을 발표했으며, 이적일은 7월 1일부터 시작된다고 밝혔다. 7월 11일, 그는 공식적으로 인터 밀란의 선수로 발탁되었고, 2023년 6월까지의 계약을 체결했다. 데 프레이는 6번 등번호를 받았으며, 2018년 8월 19일 개막 주간에 열린 Sassuolo와의 경기에서 인터 밀란 데뷔를 실현했다.
데 프레이는 한 주 후에 열린 홈에서의 Torino와의 경기에서 첫 번째 골을 넣으며 팀을 2-0으로 앞서갔지만, 경기는 최종적으로 2-2로 무승부로 끝났다. 2018년 9월, 데 프레이는 피오렌티나와의 홈 경기에서 100경기 출전을 달성했으며, 인터는 2-1로 승리했다. 그는 또한 UEFA 챔피언스 리그에서도 처음으로 출전하여 토트넘 홋스퍼와의 개막전에서 마티아스 베시노에게 부상 시간 내 골을 어시스트하며 2-1로 홈 승리를 거두었다. 데 프레이는 결국 2018-19 UEFA 챔피언스 리그 그룹 리그의 6경기 중 5경기에 출전했으며, 인터는 조별리그에서 일찌감치 탈락하고 UEFA 유로파 리그의 노크아웃 단계로 진출하였다.
2019년 3월 14일, 유로파 리그 16강 2차전에서 데 프레이의 잘못된 공배에 의해 인터는 5분 이내에 득점을 내주고, 결국 상대 아인트라흐트 프랑크푸르트에게 1-0으로 패배하여 경기 1-0으로 아웃되었다. 3일 후, 데 프레이는 라이벌 밀란과의 데르비 델라 마돈니나 경기에서 골을 넣으며 팀이 3-2로 승리하는 데 기여했으며, 그로써 세리에 A에서 2011-12 시즌 이후 처음으로 밀란에 대해 더블을 달성했다.
2019년 11월 9일, 2019-20 시즌에서 데 프레이는 산 시로에서 열린 헬라스 베로나와의 리그 경기에서 인터에서의 경기 출전 50경기를 달성했다. 데 프레이의 인터 밀란과의 계약은 2023년 6월에 종료된다.

## 국가대표 경력
2023년 3월 23일, 더 프레이는 네덜란드 축구 국가대표팀 소속 5명의 축구선수들이 바이러스 감염 부상으로 인해 대표팀에서 하차하면서 대표팀의 공백을 메우기 위해 예비 명단에서 대표팀으로 소집되었다. 그러나 2일 뒤 25일, 더 프레이는 아내의 출산을 지켜보기 위해 네덜란드 대표팀의 감독 로날트 쿠만의 허락을 받아 국가대표팀에서 하차한 뒤 이탈리아로 돌아갔다.

## 경력
- 2009년 UEFA U-17 챔피언십 국가대표
- 2009년 FIFA U-17 월드컵 국가대표
- 2013년 UEFA U-21 챔피언십 국가대표
- 2014년 FIFA 월드컵 국가대표
- 2021년 UEFA 유로 국가대표
- 2022년 FIFA 월드컵 국가대표
- 2024년 UEFA 유로 국가대표

## 수상

#### SS 라치오
- 수페르코파 이탈리아나: 2017
- 코파 이탈리아 준우승 : 2014–15, 2016–17

#### FC 인테르나치오날레 밀라노
- 세리에 A: 2020–21, 2023–24
- 코파 이탈리아 : 2021–22, 2022–23
- 수페르코파 이탈리아나 : 2021, 2022, 2023
- UEFA 챔피언스리그 준우승 : 2022-23
- UEFA 유로파리그 준우승: 2019–20

#### 네덜란드
- UEFA U-17 챔피언십 : 준우승 (2009)
- FIFA 월드컵 : 3위 (2014)

### 개인
- FIFA 월드컵 올스타팀 : 2014
- 세리에 A 시즌의 팀 : 2019-20, 2020-21
- 세리에 A 최우수 수비수 : 2019-20
- 세리에 A 올해의 팀 : 2019-20, 2020-21
- UEFA 유로파리그 시즌의 스쿼드 : 2019-20